# Phi Sigma Alpha
Phi Sigma Alpha (ΦΣΑ) est une fraternité sociale établie à Porto Rico depuis 1928.

## Histoire
Mieux connue sous le nom de la Sigma, les origines de la fraternité remontent jusqu'en 1898.
La fraternité est créée le 22 octobre 1928 sous le nom Sigma Delta Alpha (Sociedad de Amigos) à l'Université de Porto Rico par douze étudiants et un professeur.

## Personnalités connues de la fraternité
- Raúl Juliá
- José Miguel Agrelot
- Juan Arturo Rivero